# Jacinto Ardevínez
Jacinto Ardevínez, (25 de julio de 1913 en Madrid, Comunidad de Madrid - 1988) fue un exjugador y exentrenador de baloncesto español.   

## Trayectoria
Nacido cerca de la Cibeles el 25 de julio de 1913, dio sus primeros pasos como jugador en el año 1932 en el City Bank, un equipo formado por norteamericanos residentes en Madrid, jugando 3 años y proclamándose campeón de Castilla en segunda división. Después de dejar el baloncesto como jugador se dedica a ser árbitro, y seleccionador de España desde el año 1953 al 1958, jugando durante esta etapa la selección 24 partidos amistosos y 6 oficiales que corresponden a los Juegos del Mediterráneo de Barcelona de 1955, en los que España se proclamó campeona, siendo esta etapa donde la selección alcanza por primera vez en su historia los 100 puntos en un partido. En 1958 ficha por el Real Madrid. Llegó a ser miembro de la FIBA, de la comisión junior femenina y masculina, y presidente de honor del comité de árbitros. Falleció en 1988, a los 75 años de edad